# Robert T. Schimke
Robert Tod Schimke (* 25. Oktober 1932 in Spokane, Washington; † 6. September 2014 in Palo Alto, Kalifornien) war ein US-amerikanischer Biochemiker und Krebsforscher.

## Leben und Wirken
Schimke studierte an der Stanford University, wo er 1954 seinen Bachelorabschluss machte und 1958 seinen M.-D.-Abschluss als Mediziner. Dem schlossen sich 1958 bis 1960 zwei Jahre Facharztausbildung (Residency) am Massachusetts General Hospital an. 1960 bis 1966 war er an den National Institutes of Health, wo er fundamentale Untersuchungen über den Proteinstoffwechsel anstellte. Er fand erste klare Beweise für einen ständigen Auf- und Abbau von Proteinen in Zellen und dafür, dass die Abbaurate reguliert werden konnte. Ab 1966 war er wieder in Stanford, wo er 1969 bis 1972 Vorstand der Fakultät für Pharmakologie und 1978 bis 1982 Vorstand der Abteilung für Biologie war. 
In Stanford untersuchte er unter anderem den Einfluss von Steroidhormonen auf die Synthese bestimmter Proteine, was auch zu neuen Techniken in der Gentechnik führte. Ihm gelang auch 1977 die Entdeckung des Phänomens der Gen-Verstärkung (Gene Amplification), des Auftretens von Kopien von Genen in Säugetier-Zellen, um die durch das Gen kodierte Zellfunktion bzw. das Zellprodukt zu verstärken. Diese Entdeckung hatte auch große Bedeutung für die Krebsforschung, zum Beispiel beim Verständnis der genetischen Instabilität von Krebszellen oder den Mechanismen, mit denen sich Krebszellen gegen Chemotherapie wehren können. Der Mechanismus fand auch Anwendungen in der Biotechnologie zum Beispiel bei der Herstellung von Proteinen wie Erythropoetin (EPO). Später untersuchte er mit seinem Labor die Störungen in den Regulationsmechanismen im Lebenszyklus von Zellen, die zur Ausbildung solcher Genverstärkungen oder zur Apoptose führen. Er hatte zeitweise eine Forschungsprofessor der American Cancer Society und war zuletzt Professor Emeritus in Stanford.
1995 wurde er als Fahrradfahrer auf einem Fahrradweg von hinten von einem Auto gerammt und war danach zunächst an Armen und Beinen gelähmt. Er konnte sich soweit erholen, dass er einen Rollstuhl benutzen konnte und sein Malhobby wieder aufnehmen konnte.
1985 erhielt er den Alfred P. Sloan, Jr. Prize für Krebsforschung. Er war Mitglied der National Academy of Sciences (seit 1976), des Institute of Medicine und, seit 1977, der American Academy of Arts and Sciences. Er war Präsident der American Society for Biochemistry and Molecular Biology.